# 아사이 나나미
아사이 나나미(일본어: 浅井 七海, 2000년 5월 20일 ~ )는 일본의 여성 아이돌 그룹 전 AKB48의 멤버이다. 가나가와현 출신. StarRise 소속.